# Sauropus poilanei
Sauropus poilanei är en emblikaväxtart som beskrevs av Lucien Beille. Sauropus poilanei ingår i släktet Sauropus och familjen emblikaväxter.
Artens utbredningsområde är Vietnam. Inga underarter finns listade i Catalogue of Life.